# سامانه نام دامنه پویا
سامانه نام دامنه پویا (DDNS) یک روش برای به روزرسانی خودکار سرویس دهنده نام در سامانه نام دامنه (DNS)، اغلب در زمان واقعی، با پیکربندی DDNS فعال، نام میزبان، آدرس یا سایر اطلاعات پیکربندی شده، است.
این اصطلاح برای توصیف دو مفهوم مختلف استفاده می‌شود. اولین نوع آن «به روزرسانی DNS پویا» است که به سامانه‌ای گفته می‌شود که از به روزرسانی سنتی رکوردهای DNS بدون ویرایش دستی استفاده می‌کند. این سازوکارها در RFC 2136 توضیح داده شده‌است و از سازوکار TSIG برای تأمین امنیت استفاده می‌شود. نوع دوم DNS پویا به روزرسانی‌های سبک و فوری را اغلب با استفاده از به روزرسانی گیرنده مجاز می‌کند که از استاندارد RFC2136 برای به روزرسانی رکورهای DNS استفاده نمی‌کند. این گیرنده‌ها برای دستگاه‌هایی که به‌طور مکرر موقعیت، پیکربندی یا آدرس IP خود را تغییر می‌دهند، روش آدرس دهی مداوم را ارائه می‌کند.

## زمینه
در مراحل ابتدایی اینترنت (ARPANET)، آدرس دهی میزبان روی شبکه با ترجمه ایستای جدول‌هایی که میزبان‌ها را به آدرس IP می‌نگارد به دست می‌آید. جدول‌ها به صورت دستی در قالب فایل میزبان نگهداری می‌شدند. Domain Name System روشی را برای توزیع آنلاین خودکار اطلاعات آدرس از طریق جستجوی بازگشتی به پایگاه داده‌های از راه دور پیکربندی شده برای هر شبکه یا دامنه به ارمغان آورد. حتی این مرکز DNS هنوز در هر گره شرکت کننده از جدول‌های استاتیک جستجو استفاده می‌کند. آدرس‌های IP که یک بار به یک میزبان خاص اختصاص داده می‌شدند، به ندرت تغییر می‌کردند و سازوکار آن در ابتدا کافی بود. با این حال، رشد سریع اینترنت و گسترش کامپیوترهای شخصی در محل کار و خانه‌ها، باز قابل توجهی را برای مدیران در پیگیری آدرس‌های IP اختصاص یافته و مدیریت فضای آدرس آن‌ها ایجاد کرد. پروتکل پیکربندی میزبان پویا (DHCP) به شرکت‌ها و ارائه دهندگان خدمات اینترنت (ISP) اجازه می‌دهد تا هنگام فعال شدن، آدرس‌ها به صورت خودکار به ککامپیوترها اختصاص دهند. علاوه بر این، این به حفظ فضای آدرس در دسترس کمک می‌کند، زیرا ممکن است همه دستگاه‌ها در همه زمان‌ها و آدرس‌ها به‌طور فعال مورد استفاده قرار نگیرند و آدرس‌ها در صورت لزوم اختصاص داده شوند. این ویژگی مستلزم آن است که سرویس دهندگان DNS نیز به صورت خودکار در جریان باشند. اوین پیاده‌سازی‌های DNS پویا این هدف را برآوره کردند: کامپیوترهای میزبان این ویژگی را به دست آوردند تا سرویس دهنده DNS مربوطه خود را از آدرس دریافت شده از سرویس دهنده DHCP یا از طریق پیکربندی خود مطلع کنند. این روش به روزرسانی DNS مبتنی بر پروتکل در انتشارات IETF RFC 2136 در سال ۱۹۹۷ مستند و استاندارد شده و به بخش استاندارد از پروتکل DNS تبدیل شده‌است (همچنین به برنامه nsupdate نیز مراجعه کنید).
رشد و گسترش انفجاری اینترنت در خانه‌ها، کمبود فزاینده ای از آدرس‌های IP موجود را به همراه داشت. DHCP به ابزایر مهم برای ISPها و همچنین مدیریت فضای آدرس آنها برای اتصال کاربران نهایی خانگی و مشاغل کوچک با یک آدرس IP هرکدام با اجرای ترجمه آدرس شبکه (NAT) در روتر محل مشتری تبدیل شد. شبکه خصوصی پشت این مسیریاب‌ها که از فضای آدرس استفاده می‌کنند برای این اهداف (RFC 1918)کنار گذاشته شده‌اند، که توسط دشتگاه NAT پوشانده شده‌است. با این وجود، اصل معماری انتها به انتها اینترنت شکسته شد و روش‌های لازم برای اجازه دادن به شبکه‌های خصوصی با تغییر مکرر آدرس IP خروجی برای کشف آدرس عمومی خود و قرار دادن آن رد سامانه نام دامنه به منظور مشارکت مناسب در ارتباطات اینترنتی امکان‌پذیر بود. امروزه، ارائه دهندگان متعددی به نام ارائه دهندگان خدمات DNS پویا، چنین فناوری و سرویسی را در اینترنت ارائه می‌دهند.

### سامانه نام دامنه
DNS مبتنی بر یک پایگاه داده توزیع شده‌است که به روزرسانی در سطح جهانی مدتی طول می‌کشد. هنگامی که DNS برای اولین بار معرفی شد، پایگاه داده کوچک بود و به راحتی می‌توانست با آن نگهداری شود. با رشد سامانه مدیریت این وظیفه برای هر یک از سایت‌ها دشوار شد و یک ساختار مدیریت جدید برای گسترش به روز رسانی‌ها در میان بسیاری از ثبت نام کنندگان دامنه، ایجاد شد. ثبت کنندگان امروز کاربر نهایی را برای به روزرسانی اطلاعات حساب خود، معمولاً با استفاده از فرم تحت وب، ارائه می‌دهند و سپس ثبت کننده اطلاعات به روزرسانی را به سایر سرویس دهندگان DNS منتقل می‌کند.
با توجه به ماهیت توزیع شده سامانه‌های نام دامنه و ثبت کنندگان آن، ممکن است توزیع به روزرسانی‌های جهانی DNS ساعت‌ها طول بکشد؛ بنابراین DNS فقط برای سرویس‌هایی مناسب است که آدرس IP خود را زیاد تغییر نمی‌دهند، همان‌طور که در بیشنر رسرویس‌های بزرگ مانند ویکی‌پدیا مشاهده می‌کنید. با این حال سرویس‌های کوچکتر به‌طور کلی در مدت زمان کوتاهتری از میزبان به میزبان دیگر منتقل می‌شوند. سرویس دهنده‌هایی که بر روی انواع خاصی از ارائه دهنده خدمات اینترنت، به ویژه مودم‌های کابلی در حال اجرا هستند، به ترتیب روزها یا ساعت‌ها، آدرس IP خود را در مدت زمان بسیار موتاهی تغیییر می‌دهند. DNS پویا سامانه‌ای است که مشکل به روزرسانی سریع را برطرف می‌کند.

## انواع
اصطلاح DDNS به دو روش استفاده می‌شود که اگرچه از لحاظ فنی مشابه است اما اهداف و جمعیت کاربر بسیار متفاوتی دارد. اولین استانداردهای مبتنی بر DDNS که از توسعه یافته پروتکل DNS برای درخواست به روزرسانی استفاده می‌کند. یان اغلب برای لپ تاپ‌های شرکت برای ثبت آدرس آنها استفاده می‌شود. دومین مورد DDNS اختصاصی است، معمولاً یک پروتکل مبتنی بر وب به‌طور نرمال یک واکشی HTTP با نام کاربری و رمز علور که بعداً برخی از رکوردهای DNS را به روز می‌کند (با روشی نامشخص). این معمولاً برای یک کتمپیوتر خانگی استفاده می‌شود تا خود را با نام عمومی شناخته شده ثبت کند تا توسط گروه گسترده‌تری پیدا شود به عنوان مثال به عنوان سرویس دهنده بازی یا وبکم.
کاربران نهایی دسترسی اینترنت تخصیص دهنده آدرس‌های IP را که اغلب فقط یک آدرس توسط ارائه دهنذه خدمات اینترنت خود دریافت می‌کنند. آدرس‌های تخصیص داده شده ممکن است ثابت باشند (به عنوان مثال ایستا) یا ممکن است هر از گاهی تغییر کنند وضعیتی به نام پویا. آدرس‌های پویا معمولاً فقط به مشتریان مسکونی و مشاغل کوچک داده می‌شوند زیرا بیشتر شرکت‌ها به‌طور خاص به آدرس ثابت نیاز دارند.
اگر مشتری بخواهد از طریق اینترنت سرویس دیگری را مانند سرویس وب به کاربران دیگر ارائه دهد آدرس IP پویا مشکل ایجاد می‌کند. چون آدرس IP ممکن است مکرراً تغییر کند، نام دامنه مربوطه باید سریعاً در DNS نگاشته شود تا قابلیت دسترسی با استفاده از یک URL شناخته شده حفظ شود.
بسیاری از ارائه دهندگان خدمات DNS پویا تجاری یا رایگان را برای سناریو ارائه می‌دهند. پیکر بندی خودکار به‌طور کلی در مسیریاب یا کامپیوتر کاربر اجرا می‌شود که نرم‌افزار را برای به روزرسانی سرویس DDNS اجرا می‌کند. ارتباطات بین تجهیزات کاربر و ارائه دهنده استاندارد شده نیست، اگرچه با گذشت زمان تعداد کمی روش‌های استاندارد مبتنی بر وب برای به روزرسانی بیرون آمده‌است.

### DDNS مبتنی بر استاندارد
روش استانداردسازی به روزرسانی به صورت پویا رکوردهای سرویس دهنده نام دامنه توسط RFC 2136 مشخص شده استکه معمولاً به عنوان به روزرسانی DNS پویا شناخته می‌شود. روش توصیف شده توسط RFC 2136 یک پروتکل شبکه برای استفاده شدن با سرویس دهنده مدیریت شده DNS است و شامل یک سازوکار امنیتی است. RFC 2136 از تمام انواع رکورد DNS پشتیبانی می‌کند اما اغلب فقط به عنوان پسوند سامانه DHCP مورد استفاده قرار می‌گیرد و در آن سرویس دهنده‌های مجاز DHCP سوابق مشتری را در DNS ثبت می‌کند. این فرم پشتیبانی برای RFC 2136 توسط گروه انبوهی از نرم‌افزارهای مشتری و سرویس دهنده شامل آنهایی که اجزای سازنده اکثر سامانه عامل‌های فعلی هستند ارائه می‌شود. پشتیبانی برای RFC 2136 همچنین بخشی جدایی ناپذیر از بسیاری از سرویس‌های دابرکتوری شامل LDPA و دامنه‌های Active Directory ویندوز است.

### برنامه‌های کاربردی
در شبکه‌های ویندوز مایکروسافت، DNS پویا بخش جدایی ناپذیر از Active Directory است زیرا کنترل‌کننده‌های دامنه انواع سرویس‌های شبکه خود را در DNS ثبت می‌کنند بنابراین سایر کامپیوترهای دامنه (یا جنگل) می‌توانند به آنها دسترسی داشته باشند.
تلاش‌های روزافزون برای امنیت ارتباطات اینترنتی امروزه شامل رمزگذاری تمام به روزرسانی‌های پویا از طریق اینترنت عمومی است، زیرا این سرویس‌های عمومی DNS پویا به‌طور فزاینده ای برای طراحی نقض امنیت مورد سوء استفاده قرار می‌گیرد. روش‌های مبتنی بر استاندارد در سری پروتکل DNSSEC مانند TSIG برای ایمن‌سازی به روزرسانی‌های DNS توسعه داده شده‌است اما به‌طور گسترده مورد استفاده قرار نمی‌گیرند. مایکروسافت فناوری جایگزینی (GSS-TSIG) مبتنی بر احراز هویت Kerberos را توسعه داده‌است.
برخی سامانه‌های نرم‌افزار سرویس دهنده DNS رایگان مانند dnsmasq از یک روش به روزرسانی پویا پشتیبانی می‌کنند که مستقیماً شامل یک سرویس دهنده داخلی DHCP است. این سرویس دهنده هنگام اختصاص آدرس‌ها به‌طور خودکار رکوردهای DNS را به روزرسانی یا اضافه می‌کند با این کار مدیر پیکربندی به روزرسانی‌های پویا را راحت تر می‌کند.

#### DDNS برای دستگاه‌های دسترسی به اینترنت
ارائه دهندگان DNS پویا یک برنامه نرم‌افزار مشتری ارائه می‌دهند که کشف و ثبت آدرس‌های IP عمومی سامانه مشتری را خودکار می‌کند. برنامه مشتری بر روی کامپیوتر یا دستگاه شبکه خصوصی اجرا می‌شود. این با نام ورودی یکتا به سامانه‌های ارائه دهنده DDNS متصل می‌شود. ارائه دهنده از نام برای پیوند دادن آدرس IP عمومی کشف شده در شبکه خانگی با نام میزبان در سامانه نام دامنه استفاده می‌کند. بسته به ارائه دهنده، نام میزبان در دامنه ای متعلث به ارائه دهنده یا در نام دامنه خود مشتری ثبت می‌شود. این سرویس‌ها می‌توانند با تعدادی سازوکار کار کنند. اغلب آنها از درخواست سرویس HTTP استفاده می‌کنند زیرا حتی در محیط‌های محدودکننده نیز معمولاً سرویس HTTP مجاز است. ممکن است ارائه دهنده از RFC 2136 برای به روزرسانی سرویس دهنده‌های DNS استفاده کند.
بسیاری از مودم ها/مسیریاب‌های شبکه خانگی شامل برنامه‌های مشتری سامانه عامل خود هستند که با انواع ارائه دهندگان DDNS سازگار است.

#### DDNS برای سازندگان لوازم امنیتی
DNS پویا یکی از ویژگی‌های مورد انتظار یا حتی مورد نیاز برای دستکاه‌های امنیتی می‌تنی بر IP مانند DVRها و دوربین‌های IP است. گزینه‌های زیادی برای تولیدکننده امروزی در دسترس است و این‌ها شامل استفاده از سرویس‌های موجود DDNS یا استفاده از سرویس‌های سفارشی است که توسط خود تولیدکننده میزبانی می‌شود.
تقریباً در همه موارد از یک API به روزرسانی مبتنی بر HTTP استفاده می‌شود زیرا امکان ادغام آسان مشتری DDNS در میان افزار سامانه دستگاه را فراهم می‌کند. چندین ابزار از پیش ساخته شده وجود دارد که می‌تواند به شما کمک کند تا از سرویس دهنده و توسعه مشتری راحت شوید مانند MintDNS, cURL و Inadyn. بیشتر سرویس‌های DDNS تحت وب از نام کاربری استاندارد و طرح امنیت رمزعبور استفاده می‌کنند. این امر مستلزم این است که کاربر ابتدا در وب سایت سرویس دهنده DDNS یک حساب کاربری ایجاد کند و سپس دستگاه خود را پیکر بندی کند تا هر زمان تغییر آدرس IP شناسایی شود به روزرسانی را به سرویس دهنده DDNS ارسال کند.
برخی از تولیدکنندگان دستگاه تنها با اجازه دادن به خدمات DDNS خود در دستگاه‌هایی که تولید می‌کنند گام فراتر می‌گذارند و همچنین نیاز به نام کاربری و رمز عبور را به‌طور کلی از بین می‌برند. به‌طور کلی این امر با رمزگذاری آدرس MAC دستگاه با استفاده از یک الگوریتم رمزنگاری مخفی در هر دو سرویس دهنده DDNS و درون سامانه عامل دستگاه مخفی است، انجام می‌شود. نتیجه رمزگشایی یا شکست رمزگشایی برای امنیت یا رد به روزرسانی‌ها استفاده می‌شود. منابع برای توسعه خدمات سفارشی DDNS به‌طور کلی محدود هستند و شامل یک چرخه کامل توسعه نرم‌افزار برای طراحی و تنظیم یک سرویس دهنده DDNS امن و قوی هستند.
- لیست ارائه دهندگان DNS مدیریت شده
- مقایسه نرم‌افزار سرور DNS
- Multicast DNS، مکانیزمی جایگزین برای وضوح نام پویا برای استفاده در شبکه‌های داخلی